# Alexander Ursenbacher
Alexander Ursenbacher (Rheinfelden, 26 de abril de 1996) es un jugador de snooker suizo.

## Biografía
Nació en la ciudad suiza de Rheinfelden en 1996. Es jugador profesional de snooker desde 2013, aunque se cayó del circuito profesional en 2015 y estuvo más de un año fuera. No se ha proclamado campeón de ningún torneo de ranking, y su mayor logro hasta la fecha fue alcanzar las semifinales del Abierto de Inglaterra de 2017, en las que perdió (3-6) ante Kyren Wilson. Tampoco ha logrado hilar ninguna tacada máxima, y la más alta de su carrera está en 141.